# André Colin
André Colin (Brest, 19 de gener del 1910 – Carantec, 28 d'agost del 1978) va ser un polític bretó. Fou membre del Consell Nacional de la Resistència i diputat pel Mouvement Républicain Populaire pel departament de Finisterre de 1945 a 1958, i senador de 1958 a 1978. També fou secretari d'estat a diversos governs francesos de 1948 a 1953.
Fou conseller del cantó d'Ouessant de 1951 a 1978, president del Consell General de Finisterre de 1964 a 1978 i president del Consell Regional de Bretanya de 1976 a 1978.